# Graisse animale
La graisse animale est composée de lipides, issue de leur graisse. Les matières grasses sont principalement extraites soit du lait des mammifères sous forme de crème soit des différents tissus adipeux des animaux. Mais pas seulement ex : la lanoline est issue du dégraissage de la laine. Il existe de nombreux usages liés aux graisses animales, qui peuvent être alimentaires ou non. Pour ce dernier, la fabrication de savon est la plus commune.

## Alimentation

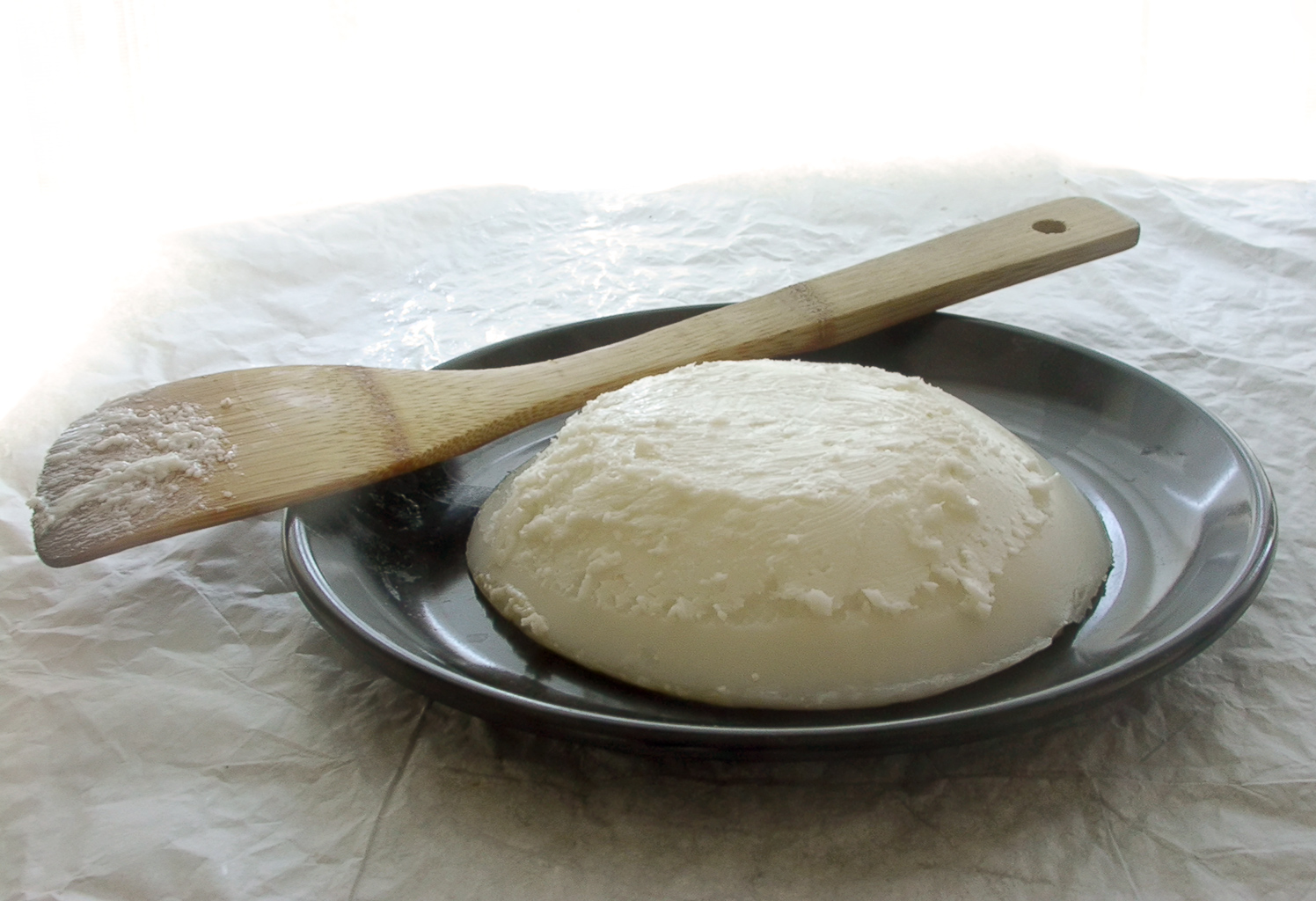
Saindoux.

L'écrémage du lait des mammifères permet d'obtenir de la crème, puis du beurre. Le lait permet aussi de fabriquer des fromages riches en graisse. Le lait est la première source de graisses animales dans l'alimentation des petits des mammifères dont font partie les nourrissons. Le lait des mammifères marins, tels que : les phoques ; les baleines... est bien plus riche en graisses et nutriments que celui des mammifères terrestres.
À partir d'animaux d'élevage (bœuf, mouton, porc, entre autres), les graisses animales sont obtenues après l'abattage et la  découpe. Par exemple, pour le cochon : après découpe, sous forme de lard ou de Barde ou après cuisson et filtration des tissus gras sous forme de saindoux. 
Le suifest obtenu à l'issue de la fonte et de la filtration de la graisse d'espèces animales bi-ongulées comme le mouton et le bœuf. L'huile de foie de morue est obtenue de la même manière.  
Le foie gras chez les oiseaux migrateurs est un phénomène naturel pré-migrateur de stockage de graisse dans le foie. Il est en agriculture poussé à l'extrême par le gavage forcé. Aucun oiseau migrateur ne serait en capacité à voler après gavage forcé, le surpoids est bien trop important, il gêne même les déplacements au sol dans les derniers jours de vie de l'animal (canard, oies,...).
L'huile de foie de morue est utilisée comme complément alimentaire. L'huile de pied de bœuf est préparée à partir des os (pieds et tibia). Elle est utilisée dans le traitement du cuir et notamment en sellerie. La graisse d'ours était, par le passé, censée arrêter la chute des cheveux. L'huile de baleine était utilisée pour l'éclairage (lampes à huile) et pour la fabrication de bougies. L'huile de vison utilisée en cosmétique et pour l'entretien des cuirs.
La laine issue des toisons des moutons est naturellement grasse. Lors d'une opération appelée dégraissage, on récupère de la suintine ou suint, qui est raffinée pour être utilisée en pharmacie et dans la fabrication des produits de beauté sous le nom de lanoline. L'huile de preen produite par la glande Uropygienne des oiseaux qu'ils utilisent avec leur bec pour lisser leurs plumes et ainsi les enduire d'une couche imperméabilisante.
On peut aussi[style à revoir] obtenir de la graisse en boucherie traditionnelle et industrielle, lors de processus de réutilisation des déchets agroalimentaires qui sépare la graisse des os et des protéines.

### Aspects nutritionnels
Ces graisses alimentaires entrent dans la fabrication de nombreux aliments riches en graisses animales : le lard, les rillettes, les pâtés, la charcuterie, les fromages.
Selon l'OMS, les acides gras saturés font également partie des facteurs de risques probables du diabète de type 2. La graisse animale contient des acides gras saturés, qui seraient propices au développement des cancers et maladies cardio-vasculaires. Mais, plus récemment, les travaux scientifiques concluent maintenant à des avis bien plus nuancés qui remettent en cause l’opposition courante entre graisses végétales et graisses animales, sur les effets des acides gras saturés ou insaturés (et non sur les graisses animales) sur la santé. Des travaux montrent même l’importance de la qualité et du choix des acides gras contenus dans l'alimentation des porcs destinés à la boucherie sur la composition des acides gras contenus dans le muscle et le gras. De même, l'alimentation des vaches influence la qualité des matières grasses contenue dans le lait.

### Aspects anthropologiques
L'anthropologie de l'alimentation observe entre autres les pouvoirs donnés à certains aliments. La perception des graisses animales se renverse ces 50 dernières années. Le gras était signe de richesse et d'opulence. Quelques fromages locaux très gras subsistent (double crème comme le Brie, la Bouille, le Coutance... ou triple crème comme le Brillat-savarin...). La quantité de graisses animales était considérée comme un signe de qualité des carcasses à l’abattoir. Le vocabulaire conserve ces anciennes représentations. « Tuer le veau gras » pour organiser un banquet festif ; en élevage, des éleveurs parlent encore des animaux mis à l'engrais ou engraissés pour désigner les animaux destinés directement à l'abattoir même s'ils sont maintenant nourris de façon à minimiser le ratio gras/viande à l'abattage. 
Dans les savoirs traditionnels, on « finissait » les animaux de boucherie avec une nourriture spécifique pour faire « du bon gras » ; ces pratiques ont été progressivement abandonnées depuis les années 1960. Depuis quelques années, elles sont remises en vigueur avec des graines de lin dans certains élevages de porcs, ce qui augmente la teneur en omégas-3 de la viande et de la graisse. 

### Richesse en oméga-3
Seuls les poissons gras, c'est-à-dire ceux vivant en eaux froides, se révèlent particulièrement riches en omégas-3. Ce sont principalement le saumon (surtout sauvage), le hareng, le maquereau, les anchois et les sardines, ces deux derniers étant consommés depuis des millénaires justement pour leurs apports très nutritifs. Ces poissons contiennent environ 7 fois plus d'oméga-3 que d'oméga-6.

## Autres utilisations

### Base du savon
Les graisses animales entrent dans la composition de certains savons. Ils sont le résultat de la réaction de saponification : corps gras en présence de soude (hydroxyde de sodium). Le suif (graisse de bœuf fondue) est transformé en tallowate de sodium et le saindoux (graisse de porc fondue) en lardate de sodium. 

### Cosmétique et parfumerie
L'enfleurage est une technique qui permet de traiter des fleurs fragiles (comme les fleurs de jasmin) qui conservent leur odeur après la cueillette mais qui ne supportent pas la chaleur. La graisse inodore employée est souvent de la graisse animale raffinée. Elle est étalée sur les deux faces en verre d'un châssis en bois. Après avoir été soigneusement triées, les fleurs sont piquées délicatement dans la graisse. Tous les jours, on retourne les châssis pour faire tomber les fleurs qui ont « cédé » leur essence aux lipides et on les remplace. La graisse absorbe l'odeur des fleurs pendant trois mois, jusqu'à saturation. Par cette méthode, 1 kilogramme de graisse peut absorber le parfum de 3 kilogrammes de fleurs.
L'ambre gris est une substance grasse produit par les cachalots. À l'origine, il a une odeur organique désagréable, mais après exposition à la lumière et aux éléments pendant plusieurs mois, voire plusieurs années, il obtient son odeur définitive chaude, animale, rappelant le tabac. On utilise alors l'ambre gris dans la fabrication du parfum pour fixer et rehausser d'autres parfums plus fugitifs. En raison de son coût, il est le plus souvent remplacé par un substitut de synthèse.

### Coiffure
Les Indiens d'Amérique du Nord qui portaient des crêtes iroquoises, se raidissaient les cheveux avec de la graisse d'ours ou de l'huile de noix pour les rassembler en une sorte de corne.

### Éclairage
La graisse animale ou l'huile végétale étaient employées comme combustible de la lampe à huile (les huiles ; de sabot de corne ; de baleine ; de phoque chez les Inuits sont utilisées aux côtés d’innombrables huiles animales ou végétales locales). Au cours de la seconde partie du XIXe siècle, le pétrole lampant a progressivement remplacé ces usages).

### Rancissement et autopsie
On sait que la troisième escouade des insectes nécrophages apparaît entre le troisième et le neuvième mois, attirée par l’odeur de graisse rance. Ce phénomène permet la datation des cadavres. Cette escouade est constituée de dermestes et parfois de lépidoptères.

### Stockage d’énergie
La graisse est un tissu gardant une grande quantité d'énergie, ce qui permet aux animaux de s'adapter aux périodes froides et ou de disette alimentaire. Le stockage de l'énergie métabolique est permis par lipogenèse, énergie ensuite libérée notamment par β-oxydation. De plus, la graisse est un très bon isolant pour les animaux, qu'ils soient à plumes ou à poils ainsi que pour les humains. Les nageurs réguliers en eau froide développent une couche sous cutanée de graisse brune qui les aide à lutter contre le froid. Leur silhouette d'athlètes s'en trouve changée, les nageurs ont rarement une musculature saillante : la couche de graisse sous cutanée venant atténuer ces reliefs.
Les animaux sont bien protégés l'hiver grâce à leur graisse. La période estivale, riche en aliments est mise à profit pour accumuler de l'énergie sous forme de graisse avant le froid hivernal (ex: marmottes,...).

## Divers
- Le suif est aussi utilisé comme lubrifiant dans l'industrie mécanique.
- Les diesters utilisés comme biocarburants sont obtenus par une réaction d’estérification ; matière grasse réagissant avec un alcool.
- Le gras-double, contrairement à ce que son nom laisse penser, désigne la membrane de la panse de bovin et n'est pas particulièrement gras.

## Consommation
Depuis la recommandation en 1961 de l'American Heart Association de remplacer les graisses saturées par des huiles végétales, la consommation de graisses animales a diminué aux États-Unis.
| Premiers consommateurs de graisse animale (2017) | Premiers consommateurs de graisse animale (2017) | Premiers consommateurs de graisse animale (2017) | Premiers consommateurs de graisse animale (2017) |
| Rang                                             | Pays                                             | Consommation par habitant (en kg)                |                                                  |
| ------------------------------------------------ | ------------------------------------------------ | ------------------------------------------------ | ------------------------------------------------ |
| 1                                                | Danemark                                         | 24                                               |                                                  |
| 2                                                | Lettonie                                         | 22                                               |                                                  |
| 3                                                | Slovénie                                         | 21                                               |                                                  |
| 4                                                | Suède                                            | 19                                               |                                                  |
| 5                                                | Slovaquie                                        | 19                                               |                                                  |
| 6                                                | Islande                                          | 19                                               |                                                  |
| 7                                                | Pologne                                          | 18                                               |                                                  |
| 8                                                | Belgique                                         | 17                                               |                                                  |
| 9                                                | Irlande                                          | 17                                               |                                                  |
| 10                                               | Hongrie                                          | 16                                               |                                                  |